# Seconda guerra anglo-birmana
La seconda guerra anglo-birmana, che gli inglesi chiamano semplicemente seconda guerra birmana, iniziò il 5 aprile del 1852 e si concluse il 20 dicembre dello stesso anno. Fu una delle tre guerre combattute fra Birmania e Impero britannico durante il XIX secolo e si concluse con la netta vittoria degli anglosassoni, che gradualmente cancellarono la sovranità birmana e la sua indipendenza.
Nel 1852, a causa di alcuni problemi legati al Trattato di Yandaboo che aveva posto fine alla prima guerra anglo-birmana, Lord Dalhousie spedì in Birmania il commodoro George Lambert come mediatore nel paese. In realtà, Londra voleva punire i birmani e cercava un pretesto: come casus belli venne provocato un confronto navale e in quella circostanza Lambert assediò Rangoon facendo scoppiare la guerra.
Il primo evento importante della seconda guerra anglo-birmana avvenne il 5 aprile 1852, quando gli inglesi occuparono il porto di Martaban. Rangoon fu conquistata il 12 aprile e la pagoda Shwedagon due giorni dopo, dopo duri combattimenti, quando l'esercito birmano si ritirò verso nord. Bassein fu presa il 19 maggio e Pegu fu conquistata il 3 giugno, dopo aspre lotte attorno alla pagoda Shwemawdaw.
Durante la stagione delle piogge il tribunale delle Indie orientali, assieme al governo britannico, decise l'annessione della porzione del territorio che si trovava a contatto con l'ultima parte del corso del fiume Irrawaddy, inclusa la città di Prome, che fu presa nell'ultima parte del conflitto. La proclamazione dell'annessione dei territori birmani venne sancita unilateralmente dai britannici il 20 giugno 1853, senza che - né allora, né in seguito - venisse firmato un qualsiasi trattato con la controparte.